# یوحنای انجیلی
یوحنای انجیلی مقدس یا یوحنای پاتموس یا یوحنای بشارت دهنده یکی از حواریون مسیح بود. کتاب مکاشفه یوحنا منسوب به اوست.